# Claire Carleton
Pour les articles homonymes, voir Carleton.
Claire Carleton, née le 28 septembre 1913 à New York (État de New York) et morte le 11 décembre 1979 à Los Angeles (quartier de Northridge), est une actrice américaine.

## Biographie

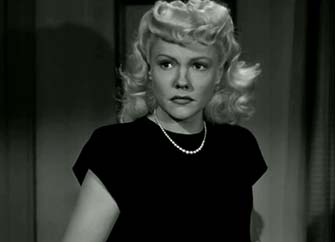
Dans A Close Call for Boston Blackie (1946)

Au théâtre, Claire Carleton joue notamment à Broadway (New York), où elle débute dans deux pièces représentées en 1932. Suivent notamment The Body Beautiful de Robert Rossen (1935, avec Arlene Francis et Garson Kanin) et Clutterbuck de Benn W. Levy (sa dernière pièce à Broadway, 1949-1950, avec Ruth Ford et Tom Helmore).
Au cinéma, comme second rôle de caractère (parfois non créditée), elle contribue à cent-quatre films américains (dont vingt-quatre courts métrages) sortis entre 1933 et 1966, dont L'Étrangleur de William A. Wellman (1943, avec Barbara Stanwyck et Michael O'Shea), Comment l'esprit vient aux femmes de George Cukor (1950,avec Judy Holliday et Broderick Crawford) et Par l'amour possédé de John Sturges (1961, avec Lana Turner et Jason Robards).
À la télévision américaine, Claire Carleton apparaît dans soixante-dix séries (de western entre autres) de 1951 à 1969, dont Au nom de la loi (un épisode, 1958), Alfred Hitchcock présente (trois épisodes, 1956-1961) et La Grande Caravane (huit épisodes, 1960-1965).
S'ajoutent deux téléfilms, le premier étant Ombre sur Elveron de James Goldstone (1968, avec James Franciscus et Shirley Knight) ; le second est diffusé en 1969, année où elle se retire.

## Théâtre à Broadway (intégrale)
- 1932 : Blue Monday de Benson Inge : Lucy
- 1932 : The Great Magoo de Ben Hecht et Gene Fowler, mise en scène de George Abbott : Julie Raquel
- 1933 : Come Easy de Felicia Metcalfe : Pamela Ward
- 1934 : Kill That Story d'Harry Madden et Philip Durning, mise en scène de George Abbott : Agatha
- 1935 : The Body Beautiful de (et mise en scène par) Robert Rossen : une bohémienne
- 1936-1938 : Femmes (The Women) de Clare Boothe Luce, mise en scène de Robert B. Sinclair, décors de Jo Mielziner : Crystal Allen (remplacement ; dates non spécifiées)
- 1937 : Bet Your Life de Fritz Blocki et Willie Howard : Ima Chance
- 1937 : Without Warning de Ralph Spencer Zink : Sally
- 1937 : Love in My Fashion de Charles George : Grace Tillman
- 1939 : I Must Love Someone de Jack Kirkland et Leyla Georgie : Bess McClintock
- 1949-1950 : Clutterbuck de Benn W. Levy : Melissa

## Filmographie

### Actrice

#### Cinéma
- 1940 : Girl from Havana (en) de Lew Landers : Havana
- 1940 : Grand Ole Opry (en) : Ginger Gordon
- 1940 : Melody and Moonlight : Gloria
- 1940 : Millionaire Playboy : femme embrassant Baby Joe (non créditée)
- 1940 : Sing, Dance, Plenty Hot : Evelyn
- 1940 : The Crooked Road : Virgie Gobel
- 1941 : Petticoat Politics : Tilly
- 1941 : The Great Train Robbery : Kay Stevens
- 1943 : La Musique en folie d'Allan Dwan : lieutenant Spencer (non créditée)
- 1943 : Gildersleeve on Broadway : Francine Gray
- 1943 : L'étrangleur de William A. Wellman : Sandra
- 1943 : Rookies in Burma : Connie - la blonde
- 1943 : The Adventures of a Rookie : Infirmière (non créditée)
- 1944 : A Night of Adventure : Ruby LaRue
- 1944 : Bride by Mistake : Infirmière Harrison (non créditée)
- 1944 : La Femme au portrait : Blonde (non créditée)
- 1944 : Mon ami le loup (My Pal Wolf) d'Alfred L. Werker : Ruby, the Cook
- 1944 : Quatre du music-hall : Infirmière (non créditée)
- 1944 : Seven Days Ashore : standardiste (non créditée)
- 1944 : Youth Runs Wild : Chauffeuse de taxi (non créditée)
- 1945 : La Taverne du cheval rouge de Charles Lamont : Gracie (non créditée)
- 1946 : A Close Call for Boston Blackie : Mamie Kirwin (non créditée)
- 1946 : Crime Doctor's Man Hunt : Ruby Farrell
- 1946 : Les peaux-rouges attaquent de Wallace Fox : Belle Townley
- 1946 : That Texas Jamboree : Lulubelle (non créditée)
- 1946 : The Missing Lady : Rose Dawson
- 1946 : Vacation in Reno : Sally Beaver
- 1947 : Fun on a Week-End : secrétaire de Durand (non créditée)
- 1947 : Key Witness (en) : réceptionniste (non créditée)
- 1947 : Linda, Be Good : Myrtle
- 1947 : Othello de George Cukor : serveuse
- 1947 : The Senator Was Indiscreet (en) : Ingred
- 1947 : Too Many Winners de William Beaudine : Mayme Martin
- 1948 : Bodyguard de Richard Fleischer : Zinnia (non créditée)
- 1948 : If You Knew Susie : Vicki Vale (non créditée)
- 1948 : L'Impitoyable (Ruthless) d'Edgar George Ulmer : Bella
- 1948 : Le Bar aux illusions de H. C. Potter : « Killer »
- 1948 : Les Liens du passé de S. Sylvan Simon : Irene Feston (non créditée)
- 1949 : Entrons dans la danse de Charles Walters : Marie (non créditée)
- 1949 : Feu rouge : serveuse
- 1949 : J'ai épousé un hors-la-loi : Nellie (non créditée)
- 1949 : Jenny, femme marquée : Florrie Kobiski (non créditée)
- 1949 : Les Désemparés : Blond (non créditée)
- 1949 : Les Travailleurs du chapeau de David Butler : Grace
- 1949 : Satan's Cradle : Belle
- 1949 : The Crime Doctor's Diary : Louise (non créditée)
- 1949 : Un crack qui craque : Agnes 'Happy Hips' Noonan (non créditée)
- 1949 : Un jour à New York de Stanley Donen : une patronne de night-club (non créditée)
- 1950 : Comment l'esprit vient aux femmes de George Cukor : Helen
- 1951 : Convoi de femmes de William A. Wellman : une pionnière (non créditée)
- 1951 : Honeychile : Betty Loring
- 1951 : Mort d'un commis voyageur de László Benedek : Miss Francis
- 1951 : The Son of Dr. Jekyll : Hazel Sorelle (non créditée)
- 1951 : Two of a Kind : Minnie Mitt (non créditée)
- 1952 : Bal Tabarin : Stella Simmons
- 1952 : Capturez cet homme! : Amelia
- 1952 : Les requins font la loi : Nagging Wife (non créditée)
- 1952 : The Fighter : Stella
- 1952 : La Star : Jailbird (non créditée)
- 1953 : L'affaire de la 99ème rue : femme dans le bar (non créditée)
- 1954 : La Grande Caravane : Estelle (non créditée)
- 1954 : Témoin de ce meurtre de Roy Rowland : Mae
- 1955 : Les Pièges de la passion de Charles Vidor : Claire (non créditée)
- 1956 : Accused of Murder : Marge Harris
- 1956 : Les monstres se révoltent de Reginald Le Borg : Carmona Daly
- 1957 : Death in Small Doses (en) : Mabel (non créditée)
- 1957 : L'Homme qui n'a jamais ri : Myra Keaton
- 1957 : My Gun is Quick : Proprietess
- 1957 : Reform School Girl : Mrs. Rita Horvath
- 1957 : Slander : Elsie (non créditée)
- 1957 : The Careless Years : Tante Martha (non créditée)
- 1958 : A Lust to Kill : Minn (en tant que Clara Carlton)
- 1958 : Fort Massacre de Joseph M. Newman : Adele
- 1958 : Unwed Mother : Mrs. Miller
- 1959 : Le Révolté (Cast a Long Shadow) de Thomas Carr : fille du saloon pendant la partie de poker (non créditée)
- 1959 : The Miracle of the Hills : Sally
- 1961 : Devil's Partner : Ida
- 1961 : Par l'amour possédé de John Sturges : Mrs. Kovacs (non créditée)
- 1964 : Une vierge sur canapé : femme (non créditée)
- 1966 : Propriété interdite de Sydney Pollack : invitée de la fête (non créditée)

#### Courts-métrages
- 1933 : Seasoned Greetings
- 1937 : Her Accidental Hero
- 1938 : My Pop
- 1938 : Script Girl
- 1939 : Projection Room
- 1941 : Lovable Trouble
- 1943 : Cutie on Duty
- 1943 : Wedtime Stories
- 1944 : Girls! Girls! Girls!
- 1944 : Love Your Landlord
- 1944 : Poppa Knows Worst
- 1944 : Say Uncle
- 1944 : Triple Trouble
- 1946 : Follow That Blonde
- 1946 : Headin' for a Weddin'
- 1946 : I'll Take Milk
- 1946 : Maid Trouble
- 1947 : Blondes Away
- 1947 : Fright Night
- 1947 : Let's Make Rhythm
- 1948 : Two Nuts in a Rut
- 1951 : Lord Epping Returns
- 1953 : And Baby Makes Two
- 1953 : Lost in a Turkish Bath

#### Télévision

##### Séries télévisées
- 1951 : Fireside Theatre (en)
- 1951 : Front Page Detective
- 1952 : Hopalong Cassidy : Lucy
- 1952 : Your Jeweler's Showcase
- 1952-1954 : Four Star Playhouse : 'Cuddles' LaVerne / Anna / Alice Hutchinson
- 1952-1958 : Schlitz Playhouse of Stars : femme
- 1953 : Chevron Theatre
- 1953 : Les Aventuriers du Far West : Ruby
- 1953 : Mr. & Mrs. North : Mame Connors
- 1953 : My Hero (en) : Minerva
- 1953 : The Abbott and Costello Show : Olga
- 1953 : The Ray Milland Show : secrétaire de l'agence de talent
- 1953-1954 : City Detective : Belle / Pauline
- 1954 : Histoires du siècle dernier : Texas Bess
- 1954 : The Gene Autry Show : Marie Hadley
- 1954-1955 : The Mickey Rooney Show : Nell Mulligan / Mrs. Mulligan
- 1954-1955 : Treasury Men in Action : Kay Pendleton / Louise Madden
- 1954-1960 : General Electric Theater : Mrs. Henry / Ida Clayburn
- 1955 : TV Reader's Digest
- 1955 : The Man Behind the Badge : Pearl Weber
- 1955-1956 : The Millionaire : Flo / Evelyn La Rue
- 1955-1957 : Cavalcade of America (en) : Agent de probation
- 1955-1958 : The Life and Legend of Wyatt Earp : Sally Bascom / Laurie Castle
- 1956 : Papa a raison (Father Knows Best) : présentatrice
- 1956 : Sneak Preview
- 1956 : Studio 57 : Betty Carter Carlson
- 1956 : Telephone Time : Blonde
- 1956 : The 20th Century-Fox Hour : May
- 1956 : The Lone Ranger : Jennie
- 1956-1961 : Alfred Hitchcock présente : Pauline / Millie / Alice Fabian
- 1957 : Lassie : Beatrice
- 1957 : The Lineup
- 1957-1965 : The Jack Benny Program : Selma / Pauline
- 1958 : 26 Men : Mrs. Taylor
- 1958 : Au nom de la loi : Bessie Thorne
- 1958 : Love That Jill
- 1958 : Maverick : Flora
- 1958 : Official Detective : Mrs. Lacey
- 1958 : Shirley Temple's Storybook (en)
- 1958 : The Gale Storm Show: Oh! Susanna : Mrs. Jarvis
- 1958-1959 : Cimarron City (en) : Alice Purdy
- 1958-1959 : M Squad : propriétaire du Sea Horse Bar / Témoin chez Tito / Dolly Mundy / ...
- 1958-1960 : Make Room for Daddy : Mrs. Wolf
- 1959 : Leave It to Beaver : Saleslady
- 1959 : Perry Mason : Blanche Atkins
- 1959 : Rawhide : Lena Biggs
- 1959 : Special Agent 7 : Helen
- 1959 : The Detectives : Aggie
- 1960 : Bourbon Street Beat : infirmière
- 1960 : Denis la petite peste : Harriet Schubert
- 1960 : Outlaws (en) : Ruby Starr
- 1960 : Thriller : Eunice Appleby
- 1960-1965 : La Grande Caravane : Mrs. Mortimer / Depot Clerk / Lucy Taggert / ...
- 1961 : Riverboat : Billie
- 1961 : Stagecoach West : Siwash Annie
- 1961 : Surfside 6 : Katie Williams
- 1961 : The Case of the Dangerous Robin : femme
- 1961 : The Roaring 20's : Ann Grey
- 1961 : The Tall Man : Mrs. Tatum
- 1962 : Intrigues à Hawaï (Hawaiian Eye) : Mrs. Margate
- 1962 : Tales of Wells Fargo : Mary-Sue Denning
- 1962-1963 : 77 Sunset Strip : femme de Dave / Alma Miles
- 1962-1963 : Adèle : Elizabeth
- 1963 : Going My Way : Mrs. Kramer
- 1964 : Arrest and Trial (en) : Mrs. Payton
- 1964-1987 : Les Monstres : Yolanda Cribbins
- 1965 : Deux farfelus au régiment (No Time for Sergeants)
- 1966 : Hank (en) : Matron
- 1966 : Laredo : la femme
- 1969 : Le Virginien : Store Clerk

#### Téléfilms
- 1968 : Ombre sur Elveron : Mrs. Travers (non créditée)
- 1969 : La cover-girl a disparu : propriétaire (non créditée)

### Parolière

#### Cinéma
- 1946 : Les peaux-rouges attaquent